# Peloneustes
Peloneustes var ett släkte pliosaurier som levde under slutet av jura. Fossil från Peloneustes har påträffats i Storbritannien, Tyskland och i Ryssland. Den enda kända arten är Peloneustes philarchus.
Peloneustes kunde bli omkring tre meter långa. De hade större huvud och kortare hals än Macroplata och istället för mängder med vassa tänder hade Peloneustes färre och trubbigare och fångade troligen främst ammoniter och andra bläckfiskar utan skal.